# هیل همیلتون
هِیل همیلتون (انگلیسی: Hale Hamilton; ۲۸ فوریهٔ ۱۸۸۰ – ۱۹ مهٔ ۱۹۴۲ (۶۲ سال)) هنرپیشه، نویسنده و تهیه‌کننده اهل ایالات متحده آمریکا بود.

## قسمتی از فیلم‌شناسی
- به‌دنبال دل خود - ۱۹۱۹
- قهرمان - ۱۹۳۱
- فراری از گروه مجرمان
- فرود و فراز سوزان لنوکس - ۱۹۳۱
- جمع اضداد محال است (۱۹۳۱)
- پس از ساعت اداری - ۱۹۳۵
- زن سرخ‌پوش - ۱۹۳۵